# II. Gyula pápa
II. Gyula pápa (eredeti nevén: Giuliano della Rovere; Albisola Superiore, 1443. december 5. – Róma, 1513. február 21.) a 216. római pápa 1503-tól haláláig.
II. Gyula a reneszánsz korában regnáló egyházfők közül az egyik legismertebb. Neve hallatán Róma több mesterműve is eszünkbe juthat, hiszen ekkoriban vált az örök város a reneszánsz építészet és festészet vitathatatlan fővárosává. Bramante, Michelangelo, Raffaello mind megfordultak Gyula udvarában. A mindmáig fennmaradt csodás freskók és épületek mellett a pápa a krónikákban is jelentékeny nyomot hagyott. Tízéves pontifikátusa során egy olyan ember foglalhatta el az egyház legfőbb hivatalát, aki hűvös kimértséggel, mesteri politikával érte el céljait, ugyanakkor nem riadt vissza semmilyen eszköztől, ha hatalomról volt szó. Gyula elsősorban hadvezér volt, azután államférfi és politikus és csak harmadsorban lehetett őt egyházi emberként említeni. Pontifikátusa tulajdonképpen ugyanazokra a célokra épült, mint amit a Borgiák akartak elérni. De Gyula kifinomultabb eszközökkel tört utat maga előtt (talán a Borgiák tetteinek negatív megítéléséből okulva). Még a Cesare Borgiát példaképnek tekintő Machiavelli is elismerte a pápa sikereit. Pontifikátusa során érte el a pápai állam történetének legnagyobb kiterjedését, ami elsősorban a Velencei Köztársaság rovására ment illetve a francia befolyás visszaszorulására. Ez a munka nagyban épült az általa oly gyűlölt VI. Sándor, a pápai trónt erősítő munkájára. Hozzá kapcsolható a Svájci Gárda megalapítása, és ő hívta össze az ötödik lateráni zsinatot, amely a reformáció előtti utolsó lehetőség lett volna a pápai udvarnak a reformokra és a változtatásokra.

## Útja egy köztársaságból az uralkodói trónra

### Élete és pályafutása kezdetén
A Savonához közel fekvő Albisola városában, Giuliano della Rovere néven született. Apja, Raffaelo valamikor a Genovai Köztársaság elismert nemese volt. A család története szerencsétlenül alakult; a nemesi vagyon és birtok elúszott. Az elszegényedett nemes egy görög származású leányt vett feleségül, Theodora Manerolát. Nagybátyja, Francesco della Rovere, a későbbi IV. Szixtusz pápa sokat foglalkozott unokaöccsével, és mindenképpen vissza akarta állítani a Della Rovere-család megkopott hírét és nemesi rangját. A vagyonszerzés legegyszerűbb formája akkoriban az egyházi pálya volt. Ezért Francesco belépett a ferencesek közé, majd hamarosan maga mellé vette unokaöccsét is, hogy a szerzetesek között tanuljon és fejlődjön. Amikor Giuliano Perugiába érkezett, Francesco személyesen felügyelte tanulmányait és neveltetését. A források nem fogalmaznak ugyan egyértelműen, de valószínűleg Giuliano sosem lépett be a szerzetesrendbe. Ennek leginkább az volt az oka, hogy amíg tanult, nagybátyja javaslatára nem akarta felvenni a ferences kötöttségeket.
Amikor nagybátyja 1471-ben elfoglalhatta a pápai trónt, a szerzetesi esküre már nem is volt többé szüksége. Giuliano egyházi karrierje ettől kezdve valósággal szárnyalt az egyházi hierarchiában. A pápai koronázás után szinte azonnal megkapta a franciaországi Carpentras püspöki székét, majd december 15-én Szixtusz a római San Pietro in Vincoli-templom bíborosává szentelte fel. Mindössze huszonnyolc évesen került be a bíborosi kollégiumba, de nagybátyja pontifikátusa alatt nem vállalt nagy diplomáciai feladatokat, és nem játszott nagy szerepet a kollégium életében. Sőt, az egyre nyíltabban világi hatalomra törő bíborosok és pápák között a krónikák szent életűként emlékeztek meg róla. Ugyanakkor Giuliano nem rajongott valójában az egyházi dolgokért. Lenyűgözte a politika és a diplomácia tudománya, de leginkább a hadászat kötötte le. A kollégium ármánykodásitól távol gyakran hódolt ezen szenvedélyeinek, és egyre nagyobb erőt érzett magában ezek gyakorlati megvalósításához.
A kardinálisok között hamar kitűnt éles szónoklataival, ragyogó politikájával és meggyőző diplomáciájával. Tiszteletet és befolyást vívott ki a pápai kúriában, így nem igazán meglepő, hogy összesen tizenkét püspöki címe volt. Az első tehát Carpentras volt, amelyet 1472-ig tartott meg. Ezután Lausanne élére került (1472–76), majd Catania (1473–74), Coutances (1476–77), Mende (1478–83), Viviers (1477–1479), Sabina (1479–83), Bologna (1483–1502), Ostia (1483–1503), Lodève (1488–89), Savona (1499–1502) és Vercelli (1502–03) következett. Ezen felül 1474-ben megszerezte Avignon érseki székét is, amelyet egészen pápai felszenteléséig megtartott. A világi papi rangok mellett Giuliano többek között Grottaferrata és Nonantola apátja is volt. Ezen címekből és méltóságokból is érezhető, hogy della Rovere bíborosnak bizony óriási jövedelmei voltak. De Giuliano vagyonát nem féktelen tivornyákra és értelmetlen fényűzésre költötte, hanem inkább a művészeteket pártolta. Több palotát és erődöt építtetett az általa irányított területeken. A korabeli krónikák mind egybehangzóan állítják, hogy Giuliano a bíborosok közül a legvisszafogottabb volt. Ez viszont csak annyit jelentett, hogy nem volt a római tivornyák botrányhőse, mint a legtöbb akkori kardinális. Giulianonak felszentelése előtt három leánya is született, akik közül Felice della Rovere volt a legismertebb. A gyönyörű leányt Giuliano már pápaként, 1506-ban adta férjhez Giovanni Giordano Orsinihez.

### Befolyás a kúriában
Nagybátyja pontifikátusa alatt többször is alkalma nyílott arra, hogy kamatoztassa hadvezéri és politikai tehetségét. 1474 júniusában Giulianót Umbriába küldte Szixtusz, hogy ott fegyverrel állítsa helyre a pápai hatalmat. A pápai sereg élén Giuliano elfoglalta Todit és Spoletót, és a további sikerekhez az is hozzájárult, hogy sikerült maga mellé állítania Urbino hercegét, Federigot is. 1476 februárjában a pápa követeként Franciaországba utazott, hogy rendezze az avignoni érseki széke körüli viszonyokat, és kimondatlanul azért is, hogy a XI. Lajos francia király által összehívott lyoni zsinaton az uralkodóval szemben képviselje az egyházat. Legközelebb 1480-ban indult újra legátusként Franciaországba és Hollandiába. Utazásának ezúttal három célja is volt. Előszöris a pápa személyét képviselve békét kellett teremtenie Franciaország és I. Miksa német-római császár között Burgundia birtoklását illetően. Ezek után a francia király udvarában maradhatott, hogy kieszközölje a franciák támogatását a törökök elleni keresztes háborúhoz. Végül XI. Lajost rá kellett bírnia arra, hogy engedje szabadon az árulás vádja miatt bebörtönzött Balue bíborost. A korántsem egyszerű feladatokat Giuliano két év alatt elvégezte, és 1482-ben visszatért Rómába Balue kardinálissal együtt. Ekkoriban tört ki Velence és a pápai hatalom Ferrara feletti háborúja. Giuliano a háború minden mozzanatában otthon érezte magát. Ezúttal mégis politikus oldalán igyekezett megvillantani. Többek között az ő érdeme is volt az 1482-es béke. 1484-ben védelmébe vette a Colonna családot, akiket egyik rokona, Girolamo Riario birtokaik miatt támadott meg. Ez később válik jelentőssé, hiszen a Colonnák Róma egyik ősi befolyásos családja volt.
Giuliano igazi hatalma a bíborosi kollégiumon belül akkor vált nyilvánvalóvá, amikor nagybátyja, IV. Szixtusz 1484-ben meghalt. A konklávén Giuliano számára hamar érthetővé vált, hogy saját trónraemelkedése szinte lehetetlen. Ezért minden erejével igyekezett a vitát olyan irányba terelni, hogy egy olyan egyházfő kerüljön a pápai trónra, akit ő bábuként tud majd mozgatni. Kiváló érzékkel sikerült elérnie, hogy Cibò bíborost válasszák meg a trónra, aki VIII. Ince pápaként valójában Giuliano bíboros befolyása alatt irányította az Apostoli Szentszék ügyeit. Javarészt neki volt köszönhető az is, hogy Ince pontifikátusa alatt az amúgy békés természetű egyházfő hadat üzent Nápolynak. A háború még Ince halála után két évvel is tartott, ami újabb bizonyíték Giuliano hathatós közreműködése mellett. 

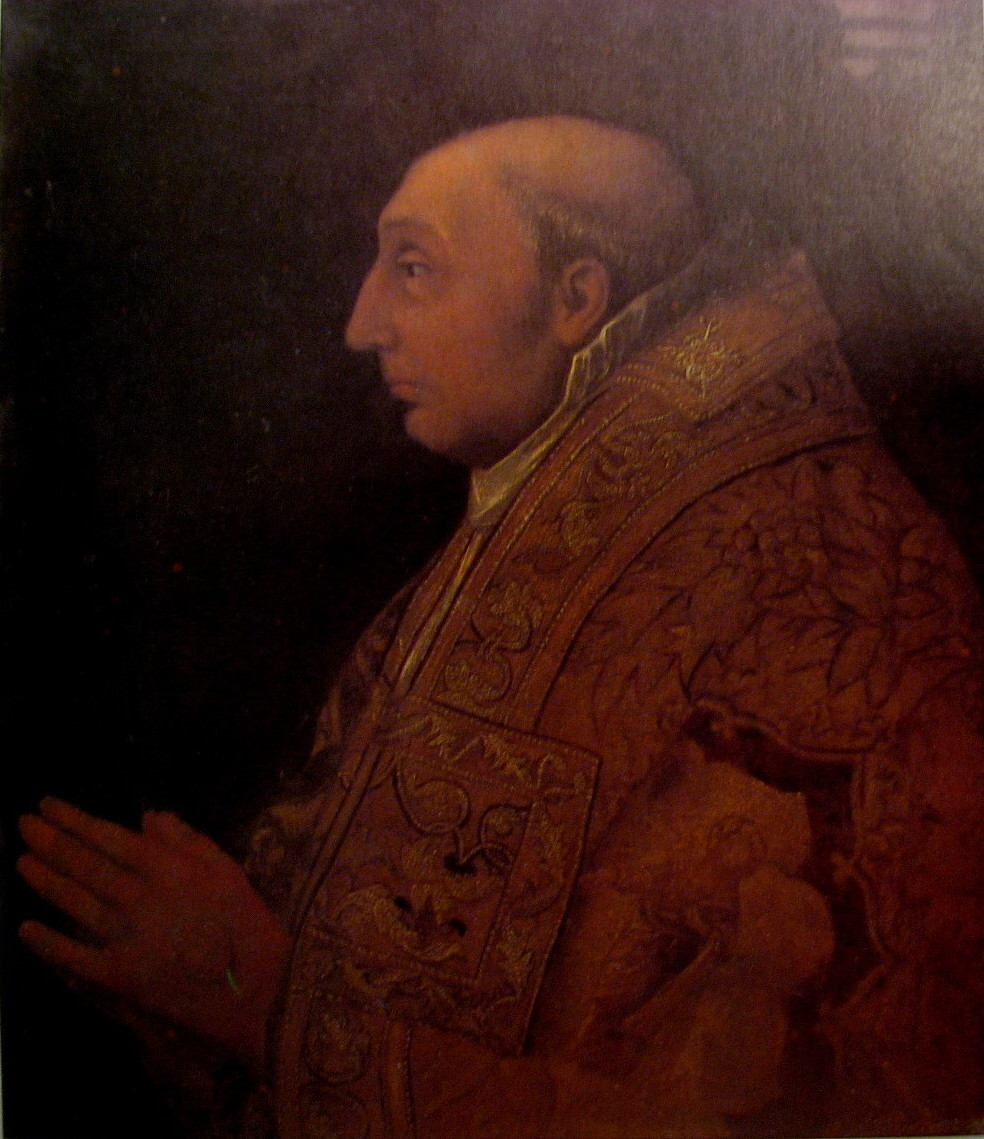
VI. Sándor pápa portréja az esztergomi Prímási Palotában

1492-ben Ince meghalt, és Giuliano ismét indult a pápai trónért. De a konklávén komoly ellenfélre akadt, nevezetesen Rodrigo Borgiára, a későbbi VI. Sándorra. A Borgia bíboros semmit nem tartott tiszteletben és minden eszközzel küzdött a pápai tiaráért, amelyet el is nyert. A della Rovere családnak már régóta esküdt ellenségei voltak a Borgiák, ezért nem csoda, hogy Giuliano 1492 végén Ostiába vonult vissza, ugyanis nem érezte biztonságban magát a kúria falain belül. 1493 júliusában végül a pápa kezdeményezésére úgymond örök békét kötött a két család, de Giuliano nem bízott a pápában, ezért azonnal hajóra szállt, és Genova érintésével VIII. Károly francia király udvarába menekült, aki a bíboros duruzsolására döntött úgy, hogy seregével átkel az Alpokon, és hatalma alá hajtja Itáliát. Giuliano meg akarta fosztani trónjától VI. Sándort, aki szerinte törvénytelenül szerezte meg a legfőbb egyházi méltóságot. A pápa azonban sajátos módszereivel mégis a maga pártjára állította a francia uralkodót. A kettejük között megkötött béke értelmében Sándor megkegyelmez Giulianónak, akinek vagyonát, birtokait és életét sem érheti kár. A békében garantált biztonságban a bíboros nem igazán bízott, és újra Franciaországba utazott. 1497-ben újra nagy dobra verték a két család kibékülését, amikor della Rovere bíboros befolyásának hála sikerült megfelelő feleséget találni Cesare Borgia számára. Minden harsány ígéret és baráti kézfogás ellenére Giuliano Sándor pontifikátusa alatt legszívesebben Franciaországban élt vagy Észak-Itáliában.
Amikor a Borgia pápa meghalt 1503-ban Giuliano bíboros végre nyugodt szívvel térhetett vissza Rómába, hogy újra harcba induljon a pápaságért a konklávén. De VI. Sándor hívei elég nagy erőre kaptak ahhoz, hogy a befolyásos della Rovere ne tudja megszerezni a tiarát. Ahhoz viszont túl gyengék voltak, hogy saját maguk közül válasszanak egyházfőt. Éppen ezért köztes megoldásban állapodtak meg, és a beteg és idős Piccolomini kardinálist választották meg egyházfőnek, aki felvette a III. Piusz pápa uralkodói nevet. Giuliano Pius mindössze huszonhat napos regnálása alatt hihetetlenül megerősödött. Sikerült félreállítania Cesare Borgiát, és az ellene szavazókat is igyekezett hátrányba juttatni. Ezért amikor a konklávé összeült Giuliano bíborosnak soha nem volt nagyobb esélye arra, hogy megválasszák a pápai trónra.
Piusz halála után az összeülő bíborosi kollégium a történelem leggyorsabb választása előtt állt. A céltudatos della Rovere bíboros már jó előre lefizetett mindenkit, és mindössze három ellenszavazat mellett 1503. november 1-jén alig pár órás tanácskozás után őt választották meg a pápai trónra, és Giuliano felvette a II. Gyula uralkodói nevet. A konklávé munkájának megkezdése előtt négy pontot fektetett le, és a választás előtt azok elfogadását minden bíborosnak alá kellett írnia, hogy amennyiben egyházfőként állhat fel a konklávé végén, azokat megtartja. Ezek között az első a törökök elleni háború folytatása volt, ezt követte az egyházi fegyelem helyreállításának és a reformjának ígérete, amelynek érdekében két éven belül egyetemes zsinatot kellett összehívnia. A harmadik kitétel a bíborosi kollégium jogait erősítette meg. Eszerint ugyanis a pápa nem kezdhetett háborút más nemzetekkel a kollégium kétharmadának támogatása nélkül, és az új bíborosok kinevezését is a kollégiumnak kellett jóváhagynia. Végül az új egyházfőnek a bíborosok kétharmados támogatásával meg kell határoznia az egyetemes zsinat helyszínét. Ezek a kitételek még egy rugalmasabb egyházfőnek is megfeküdték volna a gyomrát, nemhogy a nagyravágyó Gyulának. A később rettegett előnévvel emlegetett pápa legfőbb célja világi hatalmának megerősítése volt. Éppen ezért azonnal semmibe vette a konklávé feltételeit.

## Céltudatos pontifikátus

### A velencei oroszlán
Gyula a gyors beavatási szertartások után ugyancsak gyorsan költözködött be a Vatikán palotáiba. Nem is csoda, hogy hamar otthonosan kezdte érezni magát a palotában és az egyházfői hivatalokban, hiszen addig is a palota falai között múlatta az idejét azzal különbséggel, hogy most ő volt mindennek a vezetője. Gyula már régóta várt erre a pillanatra, és éppen ezért kész tervekkel és koncepciókkal lépte át a vatikáni palota küszöbét. Amint hivatalosan megkoronázták és felszentelték, azonnal nekilátott birodalomépítő pontifikátusának. Gyula nem titkolta szándékait: a Borgiák útjain akart járni, de egyrészt a saját családjára támaszkodva, másrészt finomabb politikai és diplomáciai eszközökkel.
Elsősorban közvetlen környezetében kellett rendet teremtenie. Róma valójában VI. Sándor halála óta nemesi csatározások helyszíne volt. Gyula mindenekelőtt megfosztotta hatalmától a Borgiákat, így a korábban Itáliaszerte teljhatalmat birtokló Cesare Borgia északra szorult, Romagna tartományába. Másrészt a pápának sikerült egybekovácsolnia a város két legnagyobb nemesi családját, akiknek hatalmát a Borgia-pápa erősen megtépázta. A Colonnák és az Orsinik újra előjogokat és birtokokat kaptak, és Gyula mellett egyesítették erejüket. Ezzel az egyházfőnek tulajdonképpen zsebében volt az örök város és környéke is. Rokonai és a két hatalmas nemescsalád rendet tartott a városban.
Miközben az új pápa Rómában igyekezett megvetni hatalmának alapjait, Észak-Itáliában a Velencei Köztársaság próbálta ugyanezt tenni. Miután Cesare Borgia egyértelműen kikerült a pápai állam kegyeiből, a velenceiek a pápa nevében igyekezték megbüntetni Cesarét. Ez gyakorlatilag azt jelentette, hogy a befolyását vesztett Borgia romagnai birtokait szépen lassan beépítették saját köztársaságukba. Cesare ráadásul akkoriban még csak lábadozott abból a rejtélyes betegségből, amelyet apjával együtt kaptak el, és amelybe az bele is halt. Miután Gyulának sikerült békét és biztonságot teremtenie székhelyén, azonnal felvette a velencei dózséval a diplomáciai viszonyt, megköszönve neki a közreműködést, és visszakövetelve az elvesztett területeket. De a kereskedőváros hallgatott, ezért Gyula megkérte Cesare Borgiát, hogy adja át összes romagnai birtokát. Miután ezt a herceg megtagadta, a pápa parancsára letartóztatták és börtönbe vetették. A pápai diplomácia ezek után szövetségesek után nézett, és 1504-ben sikerült a Vatikán ügye mellé állítani XII. Lajos francia királyt és I. Miksa német-római császárt. Ezek után 1505-ben Velence békét kötött Gyulával, és megígérte, hogy visszaszolgáltatja az összes egyházi birtokot, ám néhány jelentéktelen terület átadásán túl semmi nem történt.
A köztársasággal fennálló konfliktust Gyulának egy időre félre kellett tennie, ugyanis az uralkodóváltást kihasználva 1506-ban két egyházi uralom alatt fekvő város is függetlenedni akart. Perugiában Giampolo Baglioni, a város egyeduralkodója akarta saját uralma alatt függetleníteni a várost és környékét. Bolognában II. Giovanni Bentivoglio akarta ugyanezt. A harcias egyházfő augusztus 26-án személyesen állt hadserege élére, és elsőként Perugia felé vonult, amely harc nélkül megadta magát szeptember 13-án. Gyula október 7-én kiátkozással sújtotta Bentivogliót és a várost is, majd rövid ostrom után sikerrel vonult be Bolognába november 10-én. 1507. február 22-éig nem is hagyta el a várost. Perugia és Bologna lázadásának leverése előtt Gyula 1506. január 21-én létrehozta személyes testőrségét, akiket leginkább svájci területekről toborzott, ezért a testőrség a Svájci Gárda nevet kapta.
A dicsőséges kitérő után Gyula ismét Velence foglalásaival kezdett foglalkozni. A köztársaság továbbra is megtartotta Romagna két fontos városát: Riminit és Faenzát. Ráadásul a dózse maga nevezte ki a romagnai püspököket, és a papságot is a velencei világi bíróságnak vetette alá. A pápa újra felvette a kapcsolatot a francia és a német uralkodókkal, és 1509. március 23-án csatlakozott a cambrai-i ligához, amely Szent Márk köztársaságának szárazföldi hódításai ellen jött létre. Gyula pontosan tudta, hogy mindkét hatalom érdekét sértette Velence előrenyomulása, így egyszerű volt tető alá hozni a szövetséget. Április 27-én a pápa egyházi átok alá helyezte az egész köztársaságot, majd serege élén betört Romagnába. A velencei haderő nem tudta felvenni a harcot a liga egyesült erejével, így 1509. május 14-én Agnadello mellett döntő vereséget szenvedett.
A dózse a vereséget követően hajlandó volt tárgyalóasztalhoz ülni a pápával. II. Gyula váratlanul kilépett a cambrai-i ligából, és 1510. február 24-én feloldotta a köztársaságról az egyházi átkot. A békekötésnél a pápa diktálhatott, és a következő öt pontban szabta meg a háború lezárásának feltételeit:
- Velence visszaadja a korábban elfoglalt romagnai területeket.
- A dózse hivatalosan lemond a püspökök beiktatásának jogáról ezeken a területeken.
- A velenceieknek el kellett ismerni az egyházi bíróságot, és a klérusnak adómentességet kellett garantálnia.
- Visszavonnak minden szerződést, amelyet a pápai városok alávetéséről és kereskedelmi hátrányáról írtak.
- És végül minden egyházi uralom alatt álló polgárnak szabad hajózási jogot követelt az Adriai-tengeren.

### Ellenségek és szövetségesek északon
Gyula politikai céljai a velenceiek elleni háborúban már összedőlt. A pápa ugyanis egész Itáliát hatalma alá akarta hajtani, de mindezt úgy, hogy az olasz egységre támaszkodik. Velencét azonban csak a császár és ami még fontosabb, a franciák segítségével győzhette le. Éppen ezért a nyertes hadjárat XII. Lajosnak is jelentős befolyást jelentett Itália északi részeiben. Gyula éppen ezért Franciaország ellen hangolta külpolitikáját. Váratlanul otthagyta a cambrai-i ligát. Ezt a franciákon kívül a német-római császár is zokon vette. 1510-ben Gyula szövetségeseket keresett későbbi hadjáratához. A háborúra egyedül Svájc és Velence volt kapható. Mindenesetre Gyula eltávolította Alfonz herceget Ferrara trónjáról, aki ugyan a pápa hűbérese volt, de a franciák felé húzott. Erre XII. Lajos szeptemberre Tours-ba hívta a francia klérust, ahol a püspökök megtagadták az engedelmességet Rómának, és szentesítették Lajos elképzeléseit. A zsinaton a francia uralkodó elfogadtatta, hogy a pápának nincsen joga független hercegek ellen háborút viselni, de ha erre mégis sor kerülne, akkor a világi hatalomnak jogában áll lerohanni a pápai államot.

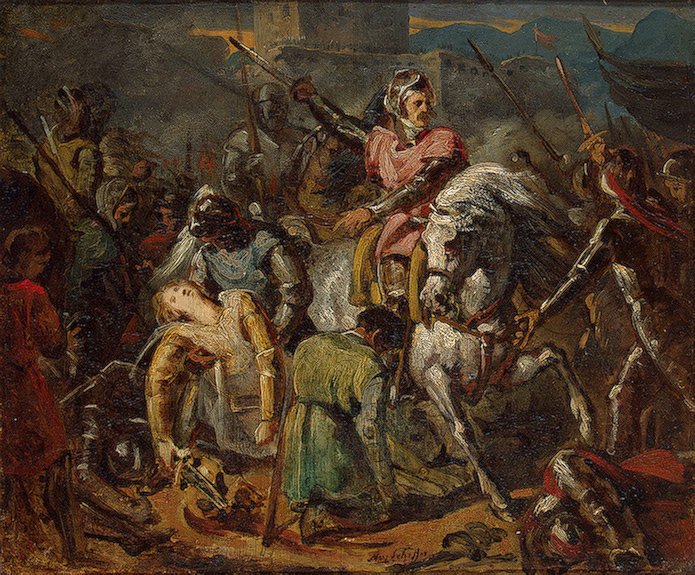
Gaston de Foix halála a ravennai csatában

Gyula pápai átok alá helyezte Franciaországot, majd serege élére állt, és Észak-Itáliába vonult. A háború kifejezetten rosszul kezdődött az egyházfő számára. Bolognában súlyosan megbetegedett, és csak a velenceieknek köszönhette, hogy nem esett francia fogságba. 1511. január 20-án a nagyjából felépült Gyula bevette Mirandola városát, de a franciák május 23-án bevonultak Bolognába, és újra hatalomra juttatták a Bentivogli-családot. Lajos több itáliai főpappal is felvette a kapcsolatot, és sikerült őket rávennie arra, hogy szeptember 1-jén Pisába zsinatot hívjanak össze egyértelműen Gyula félreállításának céljából. A zsinat újra egyházszakadással fenyegetett, főleg azért, mert I. Miksa is a zsinat mellé állt. Gyula betegsége ráadásul éppen ebben az időszakban újult ki, és a pápa ágyhoz kötve tűrte a zsinat záporozó szitkait. Mindenki úgy vélte, hogy az egyházfő a halálán van, éppen ezért Miksa császár felvetette a tiara és a császári korona egyesítésének gondolatát. Gyula halála után tehát maga a császár is elindult volna Szent Péter trónjáért.
Gyula azonban felépült betegségéből, és október 4-én komoly politikai manőverezésbe fogott. Életre hívta a Szent Ligát. A franciák itáliai birtokai ellen irányuló szövetség tagja lett Velence és II. Ferdinánd Spanyolországa is. November 17-én VIII. Henrik angol király is csatlakozott a ligához, és hamarosan a császár és a svájci kantonok is hasonlóképpen cselekedtek. A háború tehát 1511 végére kiteljesedett. A szövetséges seregek hatalmas vereségeket szenvedtek a franciáktól, amelyben nagy érdeme volt Gaston de Foix tábornoknak, Nemours hercegének. De gyorsan megfordult a háború menete, amikor Gaston herceget halálos seb érte, a döntő csatában, amelyet 1512. április 11-én Ravenna mellett vívtak meg, és ahol végül a Szent Liga kerekedett felül. A francia csapatok az Alpok mögé húzódtak vissza, elvesztették Milánót és már csak Genova maradt XII. Lajos kezén Itáliában. Gyula újra bevonult Bolognába, és a Pápai Államhoz csatolta Parmát, Reggiót és Piacenzát. Firenzében pedig a pápa segítségével újra hatalomra kerülhettek a Mediciek.

### Az egyház vezetője
Egyik krónika sem tagadja, hogy II. Gyula elsősorban katona- és politikuspápa volt. Mindemellett azért nem feledkezett meg arról sem, hogy ő a katolikus egyház feje. Tízéves pontifikátusa alatt több kiemelkedően fontos egyházi reformot is végrehajtott, bár az igazán égető belső átalakulást és eszmei rendezést elmulasztotta. Gyula egyházi intézkedései nagy mértékben kapcsolódtak politikai irányultságához. Átalakította az egyházi állam belső igazgatási rendszerét. Gyula volt a történelem során a legkiterjedtebb Pápai Állam feje, amelynek minden pénzügyi és hatalmi szervezetét kitűnően szervezett meg. Erre lehet következtetni abból, hogy a költséges háborúk és a kiemelkedő művészetpártolás mellett halála után 700 ezer aranyat hagyott utódjára! A sikerekhez nagy mértékben hozzájárult a pápai diplomácia kiépítése, amelynek egész Európát behálózó hatékony rendszere Gyulához kapcsolódik. Kialakult a nuncius hivatala (Nunzii apostolici), akik az egyes országokban állandó pápai képviseletet tartottak fenn. Nemcsak világi követek voltak, hanem egyházi vizitátorok, akik az egyházkormányzati kérdésekben a pápát képviselve döntéseket hozhattak. Az első nuncius a Német-római Birodalomba már Gyula halála után nevezték ki 1514-ben.
Az egyház fejeként gyakran maga misézett a Szent Péter-bazilikában, és több szigorú bullát is kiadott a szimónia eltörléséről. Nagy szerepe volt az újonnan felfedezett kontinens, Amerika gyarmati egyházmegyéinek kialakításában. Ő engedélyezte a haiti, santo domingoi és a puerto ricoi egyházmegye felállítását. 1511. szeptember 7-én elítélte Piero de Lucca írásait a megtestesülésről, és eretneknek bélyegezte meg azokat.

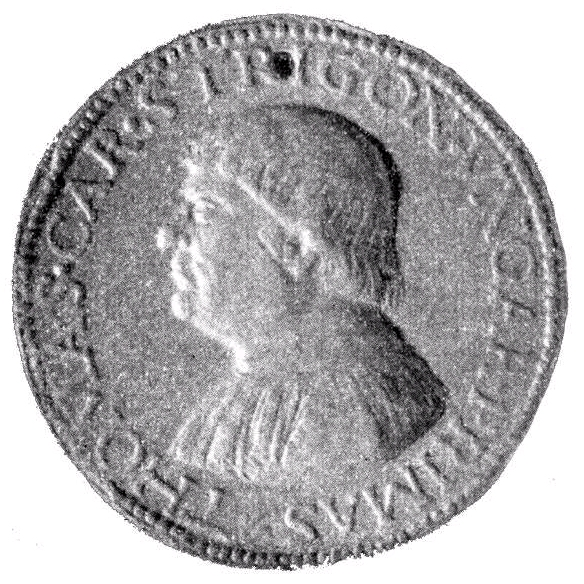
Bakócz Tamás érsek arcképe

Gyula legfontosabb egyházi tette az V. lateráni egyetemes zsinat összehívása volt. Az abszolutizmus eszközeivel kormányzó reneszánsz egyházfők irtóztak az egyetemes zsinatoktól, ugyanis azokban hatalmuk korlátozóját látták. Gyula mégis rákényszerült a zsinat összehívására, ugyanis a francia katonai vereség ellenére sem oszlott fel a pisai zsinat, amely azzal vádolta a pápát, hogy a konklávén megígért reformokat nem hajtja végre. A reformok a klérus nagy részét tűzbe hozták, ezért a pápa jobbnak látta saját ellenőrzése alatt végigvinni ezeket az újításokat.
1512. május 3-án ült össze a zsinat a lateráni Szent János-bazilikában. Az egyházi gyűlés nyitónapján mindössze tizenöt bíboros érkezett, kizárólag Itáliából és Spanyolországból. Ezen kívül jelen volt még Alexandria és Antiochia latin pátriárkája, tíz érsek, ötvenhat püspök, több apát valamint a spanyol, velencei és firenzei követ. Gyula mindenekelőtt törvénytelennek nevezte a pisai zsinatot, amely a francia vereség után Milánóba költözött át. De Gyula zsinata több európai nagyhatalom számára ellenséges volt. Ezek közül a legfontosabb I. Miksa császár volt, aki a pápa idegengyűlölő kijelentései miatt nem vett részt a zsinaton. Gyula egyértelművé tette a császár előtt, hogy nem támogat semmiféle német terjeszkedési tervet Itáliában, és 1508-ban megtagadta Miksa császári koronázását is. 1512 végére azonban a német politika belátta, hogy egy újabb egyházszakadás sokkal nagyobb törést okozhat céljaikban, ezért Miksa is a zsinat mellé állt. Ugyanekkor állt a lateráni zsinat mellé II. Ulászló magyar király is, és 1513. január 26-án vonult be díszes kíséretével Rómába Bakócz Tamás esztergomi érsek-bíboros is, akit Gyula emelt bíborosi rangra. A zsinat Gyula ideje alatt leginkább politikai kérdésekben foglalt állást, és a pápa nem is igazán leplezte, hogy célja a pisai ellenzsinat feloszlatása és ellehetetlenítése. Az V. lateráni zsinat majd csak Gyula utódja, X. Leó pontifikátusa alatt fejeződik be.

### A művészetek pártolója

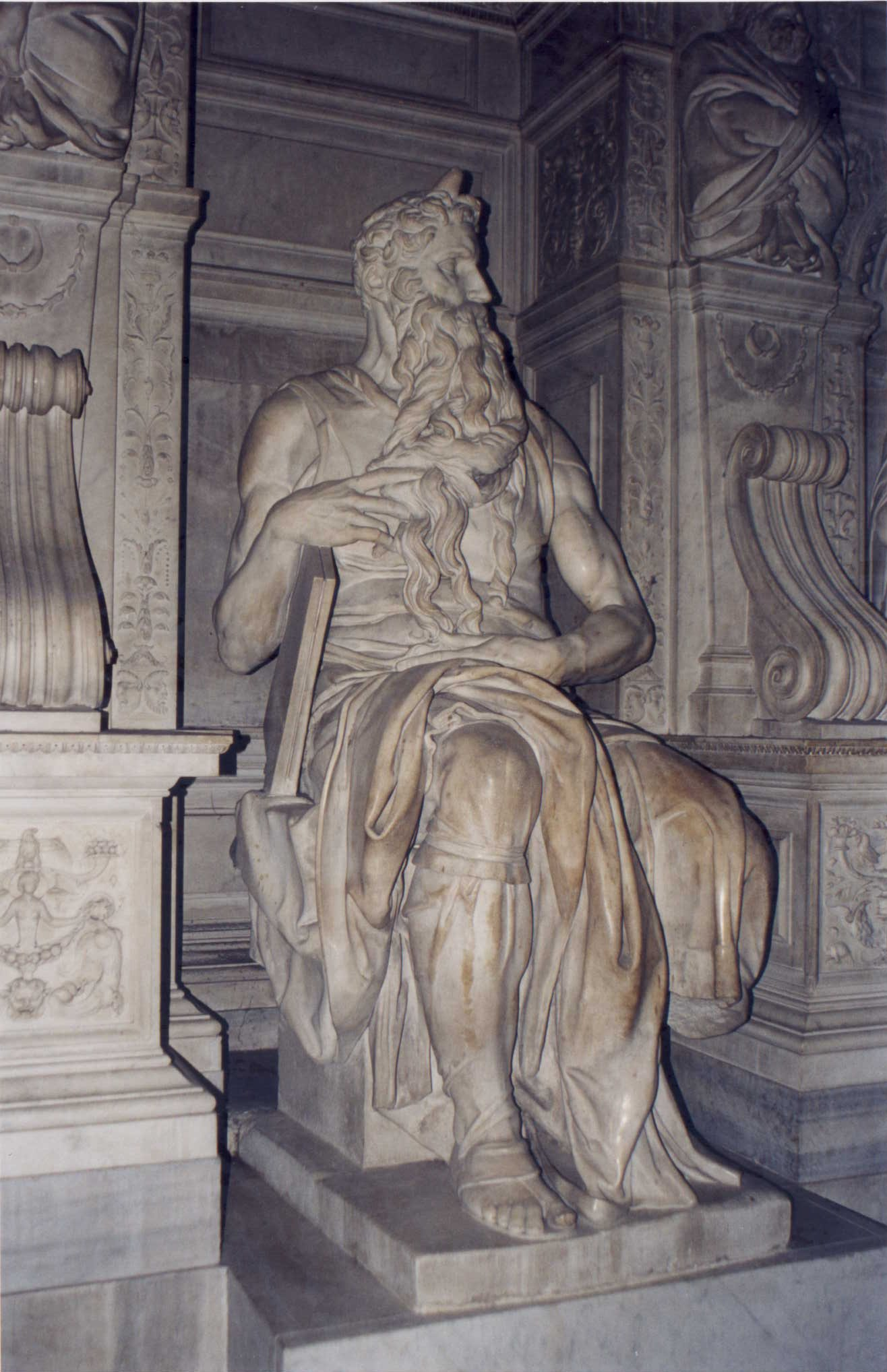
Gyula síremlékének Mózes alakja, Michelangelo alkotása

Gyula pápasága a reneszánsz legkiemelkedőbb uralkodói között említendő. Ez nemcsak azért mondható el, mert korántsem csak egyházfőként foglalt helyet Szent Péter trónusán, hanem mint az egyházi állam abszolút ura, világi uralkodó. A pápa ekkoriban politikai szándékait akarta érvényesíteni, igyekezett egész Itáliát egyesíteni uralma alatt, és mindenekelőtt a pápai hatalmat sosem látott magasságokba akarta emelni. Gyula ehhez használta eszközül a művészetet is. Gazdag kincstára lehetővé tette, hogy a korabeli mesterek legnagyobb támogatója legyen. Ugyanakkor vitatható, hogy a pápa valóban örömét lelte a kiváló alkotásokban. A legtöbb krónikás szerint Gyulát a művészet rideg szépsége vonzotta, amellyel saját hatalmát és fényűzését demonstrálhatta.
Akárhogyan is volt, az kétségtelen, hogy Gyula idejében épült fel a reneszánsz Róma káprázatos kincsestára. Raffaello, Donato Bramante és Michelangelo is sokat dolgozott Gyula felkérésére. Bramante kapott megbízást a Vatikán rendezésére, átépítésére, ugyanis Gyula új, sokkal fényűzőbb egyházi központot akart teremteni az örök város szívében. Éppen ezért 1506. április 18-án a pápa maga rakta le a ma is látható Szent Péter-bazilika alapkövét. A régi bazilika elbontása mellett Bramanténak meg kellett teremtenie a vatikáni belvedere, a bazilika és a pápai palota egységét. A bazilika egyébként még évtizedeken keresztül épült, és Bramante után Michelangelo is részt vállalt a hatalmas templom építésében. Gyula Raffaellora bízta a pápai lakosztályok, más néven a Stanzák belső dekorálását is. Ő alakította ki a Szent Damasus udvar loggiás épületeit, a pápa hatására született meg a Via Giulia és a Via della Lungara is.
Gyula művészetpártolásának legnagyobb remekei azonban Michelangelo alkotásaihoz kötődnek. Az itáliai polihisztor elvállalta a Sixtus-kápolna mennyezetfreskójának átfestését. A korábban csillagokkal díszített mennyezetre Michelangelo festette meg világhírű alkotásait. Emellett Gyula őt bízta meg monumentális mauzóleumának megalkotásával is. II. Gyula síremléke Rómában a legismertebb műemlékek közé tartozik. A Mózest ábrázoló alkotás a San Pietro in Vincoli-templomban található, de az már téves képzet, hogy a szellemes michelangelói alkotás valóban a pápa nyughelye. Valójában az emlékmű 1545-ben készült el, jóval a pápa halála után, és az eredeti tervekhez képest jelentősen leegyszerűsítve. Gyulát a Szent Péter-bazilikában helyezték örök nyugalomra, de Róma 1527-es feldúlásakor a német zsoldosok szétzúzták a pápa sírját. Gyula pápa földi maradványait így ma a bazilika padlózatában kell keresnünk. E tényre egy egyszerű márványtábla figyelmeztet X. Kelemen pápa síremléke előtt.

## Művei
- Documenta Catholica Omnia (latin nyelven). Cooperatorum Veritatis Societas. (Hozzáférés: 2011. december 6.)